# Donald Audette
Donald Daniel Audette (* 23. September 1969 in Laval, Québec) ist ein ehemaliger kanadischer Eishockeyspieler und derzeitiger -scout, der im Verlauf seiner aktiven Karriere zwischen 1986 und 2004 unter anderem 808 Spiele für die Buffalo Sabres, Los Angeles Kings, Atlanta Thrashers, Dallas Stars, Canadiens de Montréal und Florida Panthers in der National Hockey League auf der Position des rechten Flügelstürmers bestritten hat. Seit 2012 ist Audette, der einmal am NHL All-Star Game teilnahm, als Scout für die Canadiens de Montréal tätig. Sein Sohn Daniel Audette ist ebenfalls professioneller Eishockeyspieler.

## Karriere
Als Junior spielte er in der Ligue de hockey junior majeur du Québec bei den Titan de Laval. 1989 hatte er sein Team mit 161 Punkten in die Finals um den Memorial Cup geführt und war auch dort mit neun Punkten in vier Spielen sehr erfolgreich. Die Buffalo Sabres wählten ihn beim NHL Entry Draft 1989 in der Runde als 183. aus. Wegen seiner schmächtigen Statur traute man ihm den Sprung in die NHL nicht zu.
Die Sabres schichten ihn in ihr AHL-Farmteam zu den Rochester Americans, wo er nun bewies, dass er sich auch im Seniorenbereich durchsetzen konnte. Er wurde zum Rookie des Jahres gewählt und so holten ihn die Sabres 1990 noch für zwei Play-off-Spiele in ihren Kader. Eine Verletzung am Knie verhinderte seinen Durchbruch in der NHL. Nach wechselnden Einsätzen in Rochester und Buffalo wurde so im Dezember die Saison 1990/91 für ihn mit vier Toren und drei Vorlagen in acht Spielen beendet. Zur Saison 1991/92 kehrte er aufs Eis zurück und überzeugte mit 31 Toren. Er entwickelte sich zu einem der torgefährlichsten Spieler der Sabres, wurde aber immer wieder durch Knieverletzungen in seiner Entwicklung zurückgeworfen.
Zur Saison 1998/99 wurde er an die Los Angeles Kings abgegeben und im Laufe der nächsten Saison schickten ihn die Kings zusammen mit František Kaberle im Tausch gegen Kelly Buchberger und Nelson Emerson zu den Atlanta Thrashers. Bei den Thrashers glänzte er in der Saison 2000/01 mit 32 Toren bis Mitte März, als ihn die Sabres nach Buffalo zurückholten. Im Sommer 2001 unterschrieb er einen Vertrag bei den Dallas Stars, doch schon nach 20 Spielen ging seine Reise weiter. Die Canadiens de Montréal holten ihn gemeinsam mit Shaun Van Allen ins Team und schickten dafür Benoît Brunet und Martin Ručínský nach Dallas. Auch in Montreal blieb ihm sein Verletzungspech treu. Im Laufe der Saison 2003/04 wechselte er noch für einige Spiele zu den Florida Panthers, bevor er seine Karriere beendete.
Nach mehrjähriger Pause wurde Audette im Jahr 2012 als Scout von seinem Ex-Team Canadiens de Montréal verpflichtet. Darüber hinaus trat er in den Jahren 2012 und 2013 auch als Trainer in Erscheinung, als er das Team Canada Québec bei der World U-17 Hockey Challenge betreute.

## Erfolge und Auszeichnungen
| - 1989 LHJMQ First All-Star-Team - 1989 Trophée Guy Lafleur - 1990 Dudley „Red“ Garrett Memorial Award | - 1990 AHL First All-Star Team - 2000 NHL-Spieler des Monats Dezember - 2001 Teilnahme am NHL All-Star Game |

## Karrierestatistik
(Legende zur Spielerstatistik: Sp oder GP = absolvierte Spiele; T oder G = erzielte Tore; V oder A = erzielte Assists; Pkt oder Pts = erzielte Scorerpunkte; SM oder PIM = erhaltene Strafminuten; +/− = Plus/Minus-Bilanz; PP = erzielte Überzahltore; SH = erzielte Unterzahltore; GW = erzielte Siegtore; 1 Play-downs/Relegation; Kursiv: Statistik nicht vollständig)